# David Ier (roi de Kakhétie)
Pour les articles homonymes, voir David Ier.
David Ier (en géorgien : დავით I, Davit I ; mort le 21 octobre 1602) est un roi de Kakhétie de la dynastie des Bagratides ayant régné en 1602.

## Biographie
David Ier est le fils aîné du roi Alexandre II de Kakhétie.
En 1601-1602, il organise un complot contre son père auquel il associe son frère cadet Georges. Alexandre II est obligé d’abdiquer et de se retirer dans un monastère. David Ier commence son règne en menant une expédition victorieuse contre un puissant féodal, Nugzar Ier, duc d’Aragvi de 1600 à 1618. Comme son voisin Georges X de Karthli, le roi tente de négocier un traité d’alliance avec la Russie mais il meurt brutalement après six mois de règne le 21 octobre 1602.
Son père, Alexandre II, sort alors de son monastère et reprend le trône.

## Mariage et descendance
David a épousé en 1581 Kétévan, la fille d’Aschotan Ier, coprince de Moukhrani, morte martyre en Perse le 12 novembre 1624, dont :
- Teïmouraz Ier ;
- Keschisch, qui rejoint en 1605 le harem du shah séfévide Abbas Ier ;
- une fille, qui rejoint en 1610 le harem du shah séfévide Abbas Ier.

## Sources
- Cyrille Toumanoff, Les dynasties de la Caucasie chrétienne de l'Antiquité jusqu'au XIXe siècle : Tables généalogiques et chronologiques, Rome, 1990, p. 162-163.
- Alexandre Manvélichvili, Histoire de la Géorgie, Nouvelles Éditions de la Toison d'Or, Paris, 1951, p. 285.
- Marie-Félicité Brosset, Histoire de la Géorgie, tome II : Histoire moderne de la Géorgie, réédition Adamant Media Corporation  (ISBN 0543944808), p. 157-158.